# 平地健吾
平地 健吾（ひらち けんご、1964年11月30日 - ）は、日本の数学者。東京大学教授。専門はCR幾何学、多変数関数論、不変式論。博士（理学）（大阪大学）（1994年）。香川県小豆郡出身。
複素モンジュ・アンペール方程式、超局所解析、放物型不変式論、計算機代数などを幅広い道具を用いて研究している。フェファーマンのベルグマン核の不変式に関するプログラムにおいて業績がある。ベルグマン核の対数的特異性の研究から強擬凸領域におけるCR不変量の構成した。超局所解析における柏原の方法をベルグマン核に応用し、局所ソボレフ・ベルグマン核の理論を展開した。

## 略歴
- 1983年 - 香川県立小豆島高等学校卒業
- 1987年 - 大阪大学理学部卒業
- 1989年 - 大阪大学大学院修士課程修了。大阪大学助手
- 1996年 - 大阪大学大学院理学研究科講師（数学教室）
- 2000年 - 東京大学大学院数理科学研究科助教授
- 2007年 - 東京大学大学院数理科学研究科准教授
- 2010年 - 東京大学大学院数理科学研究科教授
- 2024年 - 東京大学大学院数理科学研究科研究科長

## 受賞・講演歴
- 1999年 - 日本数学会建部賞特別賞：強擬凸領域における再生核の特異性の研究[3]
- 2003年 - 日本数学会幾何学賞：強擬凸領域のベルグマン核の不変式論に関する研究業績[4]
- 2006年 - アメリカ数学会ベルグマン賞：ベルグマン核およびセゲー核の特異性とCR幾何学との関係についての研究[5]
- 2012年 - 井上科学振興財団井上学術賞：共形幾何およびCR幾何における放物型不変式論[6]
- 2014年 - ICM招待講演（ソウル）[7]

## 出演

### ラジオ
- 赤江珠緒 たまむすび （TBSラジオ、2022年2月21日・8月22日）ゲスト[8][9]